# 宇美町立宇美南中学校
宇美町立宇美南中学校（うみちょうりつうみみなみちゅうがっこう、英語: Umiminami junior high school）は、福岡県糟屋郡宇美町ゆりが丘1丁目1番1号
にある公立中学校である。　略称は、南中。

## 沿革
- 1998年（平成10年）4月7日 - 開校。開校記念式典を敢行する

## 通学区域
- 宇美町
  - 原田上、明治町、原田下、原田中央、四王寺坂一、四王寺坂二、四王寺坂三、炭焼三、新成、仲山[3]

## 進学前小学校
- 宇美町立原田小学校

## 部活動
- 野球部
- サッカー部
- 男子卓球部
- 女子卓球部
- 女子バスケットボール部
- 女子バレーボール部
- 吹奏楽部
- 女子ソフトテニス部
- 美術部